# Rio (Wisconsin)
Rio è un comune degli Stati Uniti d'America, situato in Wisconsin, nella contea di Columbia.